# Double or Nothing (2019)
Pour les articles homonymes, voir Double or Nothing.
Double or Nothing (2019) est un Pay-per-view de catch (lutte professionnelle) produit par la promotion américaine All Elite Wrestling. L'événement a eu lieu le 25 mai au MGM Grand Garden Arena à Paradise (Nevada). Il s'agit de sa première édition et du PPV inaugural de la compagnie.

## Contexte
Les spectacles de la All Elite Wrestling sont constitués de matchs aux résultats prédéterminés par les scénaristes de la compagnie. Ces rencontres sont justifiées par des storylines – une rivalité entre catcheurs, la plupart du temps – ou par des qualifications survenues dans les shows de la AEW. Tous les catcheurs possèdent un gimmick, c'est-à-dire qu'ils incarnent un personnage gentil (Face) ou méchant (Heel), qui évolue au fil des rencontres. Un événement comme Double or Nothing est donc un événement tournant pour les différentes storylines en cours.

## Tableau des matchs
| Ordre par numéros | Résultat | Stipulation(s) | Temps |
| --- | --- | --- | ----- |
| 1P | "Hangman" Adam Page remporte la 21-Man Casino Battle Royal en éliminant en dernier MJF                                 | 21-Man Casino Battle Royal Le vainqueur affrontera Chris Jericho ou Kenny Omega pour devenir le premier champion du monde à All Out.            | 16:00 |
| 2P | Kip Sabian bat Sammy Guevara                                                                                           | Match simple | 10:00 |
| 3 | SoCal Uncensored (Christopher Daniels, Frankie Kazarian et Scorpio Sky) bat Strong Heart (Cima, El Lindaman et T-Hawk) | 6-Man Tag Team match | 13:40 |
| 4 | Dr Britt Baker D.M.D bat Nyla Rose, Kylie Rae et Awesome Kong                                                          | Fatal 4-Way match | 11:10 |
| 5 | Best Friends (Chuck Taylor et Trent Baretta) battent The Hybrid 2 (Angélico et Jack Evans)                             | Tag Team match | 12:35 |
| 6 | Hikaru Shida, Riho et Ryo Mizunami battent Aja Kong, Yuka Sakazaki et Emi Sakura                                       | 6-Women Tag Team match | 13:10 |
| 7 | Cody (avec Brandi Rhodes) bat Dustin Rhodes                                                                            | Match simple | 22:30 |
| 8 | The Young Bucks (Matt et Nick Jackson) (c) battent The Lucha Brothers (Pentagón Jr. et Fénix)                          | Tag Team match pour les AAA World Tag Team Championship                                                                                         | 24:55 |
| 9 | Chris Jericho bat Kenny Omega                                                                                          | Match simple Le gagnant affrontera "Hangman" Adam Page (gagnant de la Casino Battle Royal) pour devenir le premier champion du monde à All Out. | 27:00 |
| La lettre C placée entre parenthèses désigne la personne ou l’équipe championne en titre. P – indique que le match a eu lieu lors du pré-show | | |       |

### Participants et éliminations du 21-Man Casino Battle Royale
| Tirage      | Participant       | Ordre d'élimination | Éliminé par                | Éliminations |
| ----------- | ----------------- | ------------------- | -------------------------- | ------------ |
| Trèfle (♣)  | Michael Nakazawa  | 1                   | Sunny Daze                 | 0            |
| Trèfle (♣)  | Sunny Daze        | 2                   | Glacier                    | 1            |
| Trèfle (♣)  | Dustin Thomas     | 10                  | MJF                        | 1            |
| Trèfle (♣)  | Brandon Cutler    | 12                  | MJF                        | 1            |
| Trèfle (♣)  | MJF               | 20                  | "Hangman" Adam Page        | 3            |
| Carreau (♦) | Brian Pillman Jr. | 4                   | Isiah Kassidy et Marq Quen | 0            |
| Carreau (♦) | Isiah Kassidy     | 5                   | Luchasaurus                | 1            |
| Carreau (♦) | Shawn Spears      | 9                   | Dustin Thomas              | 0            |
| Carreau (♦) | Joey Janela       | 13                  | Luchasaurus                | 0            |
| Carreau (♦) | Jimmy Havoc       | 18                  | Luchasaurus                | 2            |
| Cœur (♥)    | Glacier           | 3                   | MJF                        | 1            |
| Cœur (♥)    | Marq Quen         | 6                   | Luchasaurus                | 1            |
| Cœur (♥)    | Ace Romero        | 8                   | Jungle Boy                 | 1            |
| Cœur (♥)    | Billy Gunn        | 11                  | Brandon Cutler             | 0            |
| Cœur (♥)    | Jungle Boy        | 17                  | Jimmy Havoc                | 1            |
| Pique (♠)   | Marko Stunt       | 7                   | Ace Romero                 | 0            |
| Pique (♠)   | Sonny Kiss        | 14                  | Tommy Dreamer              | 0            |
| Pique (♠)   | Orange Cassidy    | 15                  | Tommy Dreamer              | 0            |
| Pique (♠)   | Tommy Dreamer     | 16                  | Jimmy Havoc                | 2            |
| Pique (♠)   | Luchasaurus       | 19                  | "Hangman" Adam Page        | 4            |
| Joker       | Adam Page         | —                   | Vainqueur                  | 2            |

## Liens Externes
- Site officiel de la AEW